# Metastelma mathewsii
Metastelma mathewsii är en oleanderväxtart som beskrevs av Rusby.. Metastelma mathewsii ingår i släktet Metastelma och familjen oleanderväxter. Inga underarter finns listade i Catalogue of Life.